# 蘇維埃代表大會
苏维埃代表大会（俄语：Съезд Советов），是俄罗斯苏维埃联邦社会主义共和国最高管理机构（1917年至1936年），苏维埃的立法机构一直是其立法机构。其最初的全称是“工兵农代表苏维埃代表大会”。它有时也被称为“人民代表大会”。